# 弗勞恩萬德山
47°5′13″N 11°38′42″E / 47.08694°N 11.64500°E

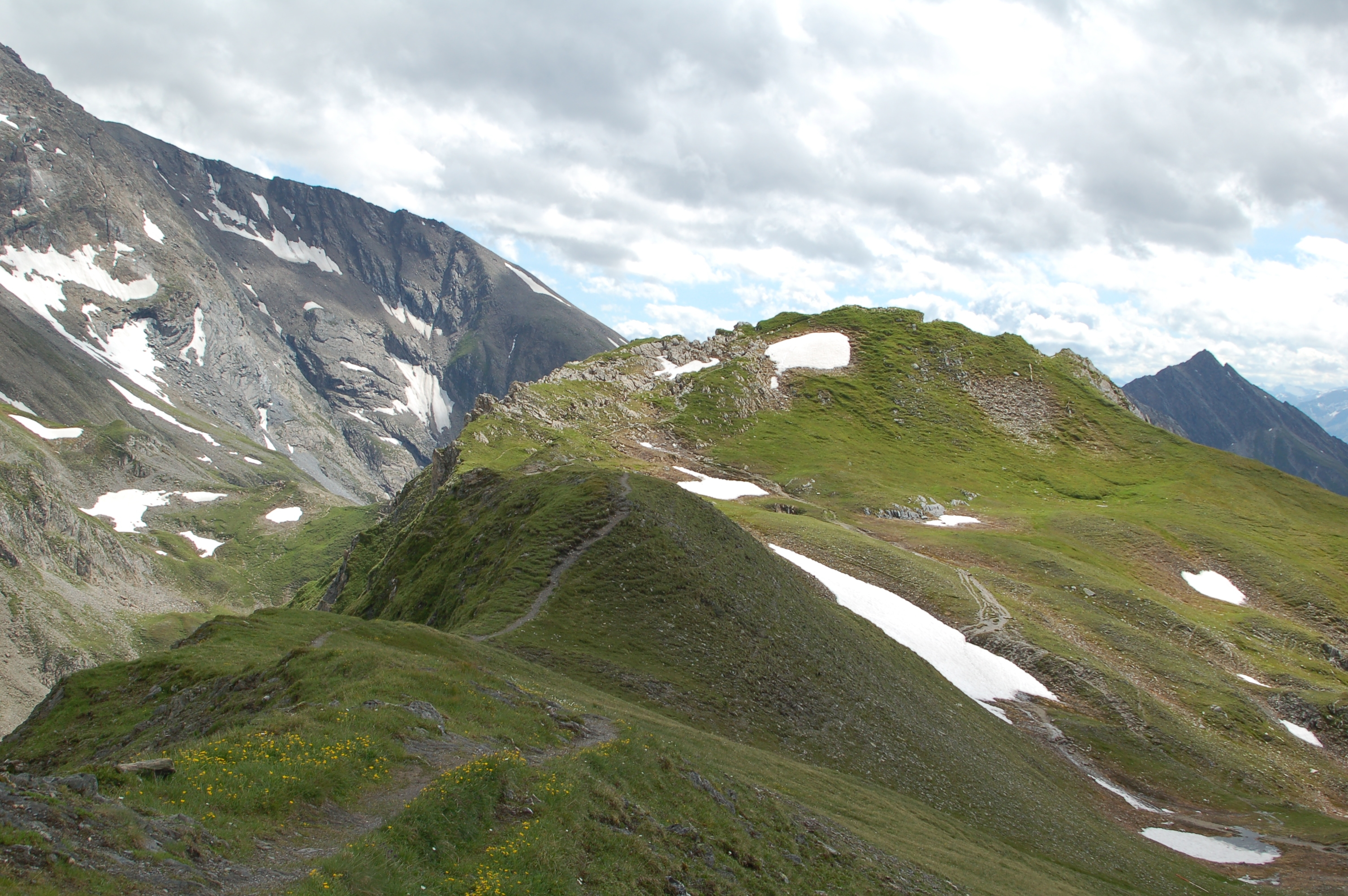

弗勞恩萬德山（德語：Frauenwand），是奧地利的山峰，位於該國西部，由蒂羅爾州負責管轄，屬於齊勒塔爾阿爾卑斯山脈的一部分，距離小卡塞勒山0.8公里，海拔高度2,541米。